# NGC 376
NGC 376 est un amas ouvert dans le Petit Nuage de Magellan (PNM) situé dans la constellation du Toucan. NGC 376 a été découvert par l'astronome écossais James Dunlop en 1826.
NGC 376 est à peu près à la même distance de nous que le PNM, soit 199 000 années-lumière.

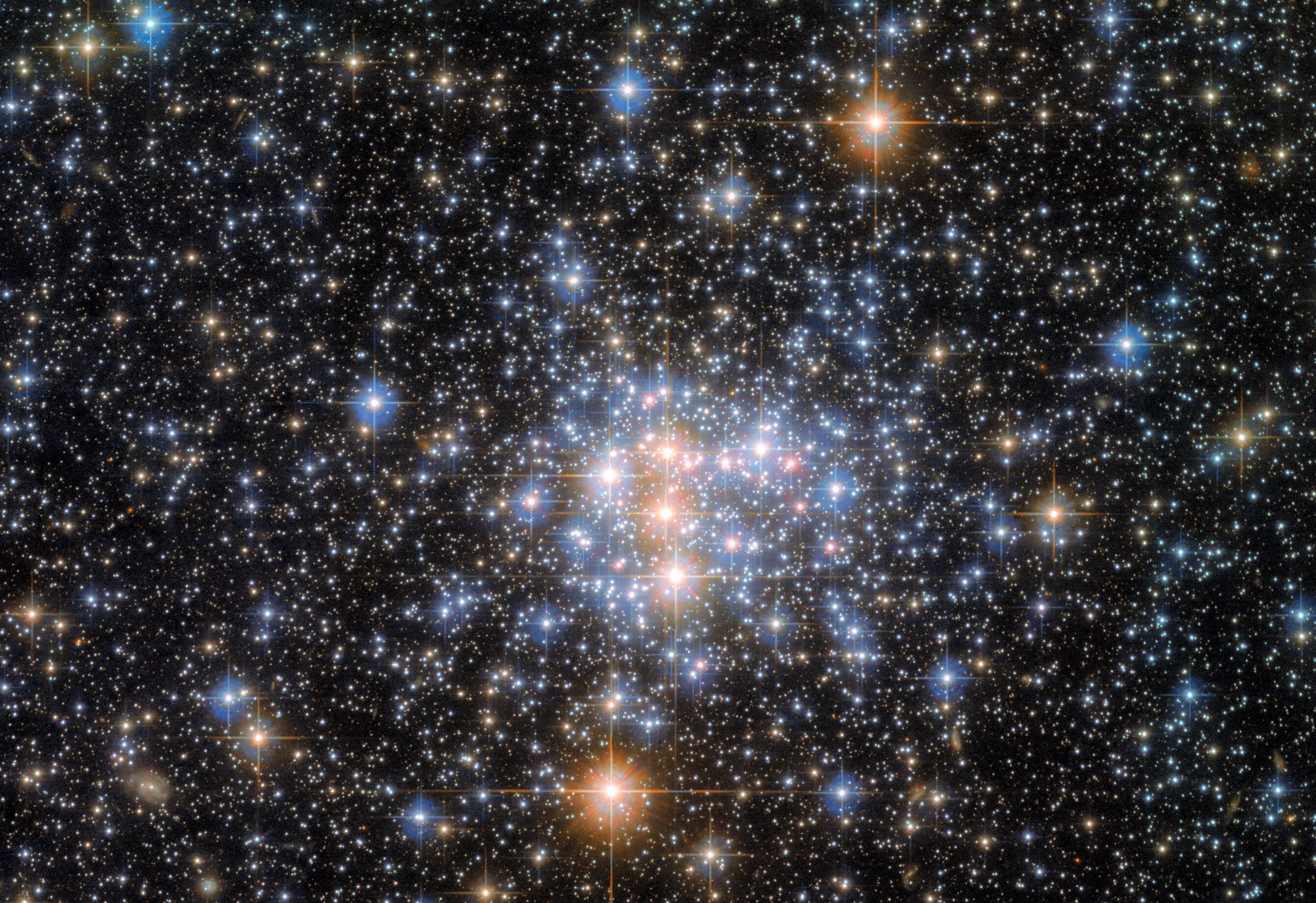
NGC 376 par le télescope Hubble. NASA/ESA Hubble Space Telescope,Hubble Legacy Archive